# Alien (logiciel)
Pour les articles homonymes, voir alien.

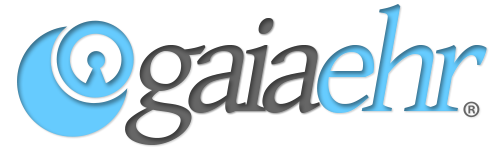
Logo blanc GaiaEHR sur fond blanc

Alien est une commande UNIX qui réalise la conversion entre différents formats de paquet, notamment entre le RPM de Red Hat, le deb de Debian et le PKG (en) utilisé par Solaris (l'unix de Sun Microsystems).
Théoriquement, la commande alien peut aussi convertir automatiquement les scripts d'installation qui sont inclus dans les paquets. En pratique, cette fonctionnalité est à utiliser avec précaution car les différentes distributions Linux peuvent avoir des différences significatives ; par exemple, au démarrage, au lieu de scripts séparés dans le répertoire /etc/init.d, certaines distributions ont un script commun rc.sysinit.